# Wang Xiuli
Wang Xiuli (chinesisch 王秀丽; * 25. Oktober 1965 in Harbin) ist eine ehemalige chinesische Eisschnellläuferin.

## Werdegang
Wang nahm von 1982 bis 1992 an internationalen Wettbewerben teil. Dabei belegte sie in der Saison 1983/84 bei den Olympischen Winterspielen 1984 in Sarajevo den 24. Platz über 1500 m sowie den 22. Rang über 3000 m und bei den Juniorenweltmeisterschaften 1984 in Assen den sechsten Platz im Mini-Mehrkampf. In den folgenden Jahren lief sie bei der Mehrkampfweltmeisterschaft 1986 in Den Haag auf den 11. Platz, bei der Mehrkampfweltmeisterschaft 1987 in West Allis auf den zehnten Rang im Kleinen Vierkampf und bei der Sprintweltmeisterschaft 1987 in Québec auf den 11. Platz. Zudem gewann sie bei den Winter-Asienspielen 1986 in Sapporo die Silbermedaille über 1500 m und die Goldmedaille über 1000 m. In der Saison 1989/90 nahm sie am Eisschnelllauf-Weltcup teil und erreichte dabei mit acht Top-Zehn-Platzierungen, darunter zwei dritte Plätze über 1000 m, jeweils den siebten Platz in der Gesamtwertung über 500 m und 1000 m. Bei der Mehrkampfweltmeisterschaft 1990 in Calgary wurde sie Neunte im Kleinen Vierkampf und bei den Winter-Asienspielen 1990 in Sapporo Sechste über 500 m. Zudem holte sie dabei die Bronzemedaille über 1000 m und die Silbermedaille über 1500 m. In der Saison 1990/91 kam sie mit 11 Top-Zehn-Platzierungen, darunter drei dritte Plätze über 1000 m auf den vierten Platz in der Gesamtwertung über 1000 m und errang bei der Mehrkampfweltmeisterschaft 1991 in Hamar den 19. Platz im Kleinen Vierkampf. Letztmals international startete sie bei den Olympischen Winterspielen 1992 in Albertville beim 500-m-Lauf, welchen sie aber vorzeitig beendete.

## Erfolge

### Olympische Spiele
- 1984 Sarajevo: 22. Platz 3000 m, 24. Platz 1500 m
- 1992 Albertville: DNF 500 m

### Mehrkampf-Weltmeisterschaften
- 1986 Den Haag: 11. Platz Kleiner Vierkampf
- 1987 West Allis: 10. Platz Kleiner Vierkampf
- 1990 Calgary: 9. Platz Kleiner Vierkampf
- 1991 Hamar: 19. Platz Kleiner Vierkampf

### Sprint-Weltmeisterschaften
- 1987 Québec: 11. Platz Sprint-Mehrkampf

### Winter-Asienspiele
- 1986 Sapporo: 1. Platz 1000 m, 2. Platz 1500 m, 4. Platz 3000 m, 7. Platz 500 m
- 1990 Sapporo: 2. Platz 1500 m, 3. Platz 1000 m, 6. Platz 500 m

## Persönliche Bestleistungen
| Disziplin | Zeit        | Datum            | Ort     |
| --------- | ----------- | ---------------- | ------- |
| 500 m     | 40,78 s     | 16. Januar 1988  | Inzell  |
| 1000 m    | 1:21,04 min | 3. Januar 1988   | Inzell  |
| 1500 m    | 2:03,34 min | 10. Februar 1990 | Calgary |
| 3000 m    | 4:32,21 min | 10. Februar 1990 | Calgary |
| 5000 m    | 7:52,46 min | 10. Februar 1990 | Calgary |